# Pseudopsinae
Pseudopsinae zijn een onderfamilie uit de familie van de kortschildkevers (Staphylinidae). 